# Уравнение Д’Аламбера
Уравнение Д’Аламбера — дифференциальное уравнение вида
{\displaystyle y=x\varphi (y')+f(y'),}
где {\displaystyle \varphi } и {\displaystyle f} — функции. Впервые исследовалось Ж. Д’Аламбером (J. D’Alembert, 1748).
Известно также под названием уравнения Лагранжа, частный случай при {\displaystyle \varphi (y')\equiv y'} называется уравнением Клеро.

## Решение
Интегрирование дифференциальных уравнений такого типа производится в параметрическом виде, с помощью параметра
{\displaystyle y'=p.}
С учётом этой подстановки, исходное уравнение принимает вид
{\displaystyle y=x\varphi (p)+f(p).}
Дифференцирование по x даёт:
{\displaystyle p=\varphi (p)+\left(x\varphi '(p)+f'(p)\right){\frac {dp}{dx}}}
или
{\displaystyle p-\varphi (p)=\left(x\varphi '(p)+f'(p)\right){\frac {dp}{dx}}.}

### Особые решения
Одним из решений последнего уравнения является любая функция, производная которой является постоянной {\displaystyle y'=p=p_{0}}, удовлетворяющей алгебраическому уравнению
{\displaystyle p_{0}-\varphi (p_{0})=0,}
так как для постоянного {\displaystyle p_{0}}
{\displaystyle {\frac {dp}{dx}}\equiv 0.}
Если {\displaystyle y'=p_{0}}, то {\displaystyle y=p_{0}x+C_{0}}, постоянная C должна быть найдена подстановкой в исходное уравнение:
{\displaystyle p_{0}x+C_{0}=x\varphi (p_{0})+f(p_{0}),}
так как в рассматриваемом случае {\displaystyle p_{0}=\varphi (p_{0})}, то
{\displaystyle C_{0}=f(p_{0})}.
Окончательно можем написать:
{\displaystyle y=x\varphi (p_{0})+f(p_{0})}.
Если такое решение нельзя получить из общего, то оно называется особым.

### Общее решение
Будем рассматривать обратную функцию к {\displaystyle p=y'}, тогда, воспользовавшись теоремой о производной обратной функции можно написать:
{\displaystyle {\frac {dx}{dp}}-x{\frac {\varphi '(p)}{p-\varphi (p)}}={\frac {f'(p)}{p-\varphi (p)}}}.
Это уравнение является линейным дифференциальным уравнением первого порядка, решая которое, получим выражение для x как функцию от p:
{\displaystyle x=w(p,C).}
Таким образом получается решение исходного дифференциального уравнения в параметрическом виде:
{\displaystyle {\begin{cases}y=x\varphi (p)+f(p)\\x=w(p,C)\end{cases}}}.
Исключая из этой системы переменную p, получим общие решение в виде
{\displaystyle \Phi (x,y,C)=0}.